# Luigi Agricola
 (juillet 2025).
Luigi Agricola ou Luigi Bauer ou encore Luigi Pauer (Rome, v. 1750 - 1821) est un graveur et un peintre italien qui fut actif à la fin du XVIIIe siècle et début du XIXe siècle.

## Biographie

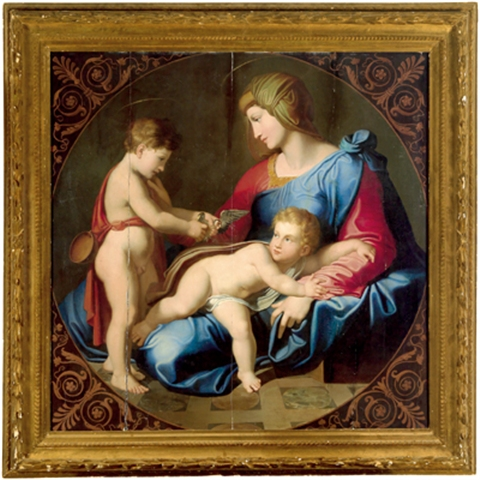
La Madonna con il Bambino e San Giovannino

Luigi Agricola a fait partie de l'Accademia di San Luca et a été ami d'Antonio Canova.
Il est le père et le maître de Filippo Agricola.
Il est aussi connu comme graveur de gemmes et plut à Stendhal qui parle de ses tableaux dans Promenades dans Rome.

## Œuvres
- La Madonna con il Bambino e San Giovannino,
- Scena d'interno con una dama che si rivolge a due uomini,
- Cadmos et le Dragon, Fitzwilliam Museum, Cambridge,
- Vénus donnant les armes à Énée, Fitzwilliam Museum